# Tournoi pré-olympique de l'AFC 1983-1984, premier tour, groupe 4
Navigation
Groupe 3 Groupe 5
Cet article donne les résultats des matches du groupe 4 lors du premier tour du tournoi pré-olympique de l'AFC 1983-1984,.

## Villes et stades
Le tournoi a été disputé à Bangkok en Thaïlande du 1er au 12 novembre 1983.
| \| Bangkok \| |
| Bangkok       |

| Bangkok |

## Classement
| Rang | Équipe       | Pts | J | G | N | P | Bp | Bc | Diff |  | Résultats (▼ dom., ► ext.) |     |     |     |     |
| ---- | ------------ | --- | - | - | - | - | -- | -- | ---- |  | -------------------------- | --- | --- | --- | --- |
| 1    | Thaïlande    | 9   | 6 | 4 | 1 | 1 | 7  | 3  | +4   |  | Thaïlande                  |     | 2-1 | 0-0 | 1-0 |
| 2    | Corée du Sud | 8   | 6 | 3 | 2 | 1 | 12 | 5  | +7   |  | Corée du Sud               | 2-0 |     | 3-3 | 4-0 |
| 3    | Chine        | 7   | 6 | 2 | 3 | 1 | 10 | 5  | +5   |  | Chine                      | 0-1 | 0-0 |     | 4-0 |
| 4    | Hong Kong    | 0   | 6 | 0 | 0 | 6 | 1  | 17 | -16  |  | Hong Kong                  | 0-3 | 0-2 | 1-3 |     |

## Détail des rencontres
| 1ère journée      | Thaïlande | 2 - 1   | Corée du Sud | Stade Suphachalasai Bangkok, Thaïlande              |                                                     |
| 1er novembre 1983 | Chitavanich (en) 65e · Piyapong Pue-on 71e | (0 - 1) | Shin Yon-ho (en) 40e | Spectateurs : 30 000 Arbitrage : Lee Kok Leong (hu) | Spectateurs : 30 000 Arbitrage : Lee Kok Leong (hu) |
| 1er novembre 1983 | Boonkleang - Surak Chaikitti ( Sittipultong), Charemchavalit, Suttabun, Premsri - Sa-ngapol (en), Tongmee, Chitavanich (en), Tongtaum - Piyapong Pue-on, Hongkajohn ( Sukswat) | Équipes | Lee Moon-young - Kim Pan-keun, Yoo Byung-ok, Jeon Jong-seon (it), Jang Jung (en), Chung Yong-hwan ( 46e Yoo Dong-kwan (en)) - Kim Sam-soo, Kim Jong-boo, Lee Tae-hyung - Lee Kyung-nam (it) ( 69e Lee Seung-hee (en)), Shin Yon-ho (en) | Spectateurs : 30 000 Arbitrage : Lee Kok Leong (hu) | Spectateurs : 30 000 Arbitrage : Lee Kok Leong (hu) |

| 1er novembre 1983 | Chine                                                                | 4 - 0   | Hong Kong | Stade Suphachalasai Bangkok, Thaïlande                  |                                                         |
| | Zuo Shusheng (en) 25e 48e · Gu Guangming (en) 26e · Liu Haiguang 87e | (2 - 0) |           | Spectateurs : 40 000 Arbitrage : Othman Omar Kamaluddin | Spectateurs : 40 000 Arbitrage : Othman Omar Kamaluddin |
| Li Fusheng (en) - Zhu Bo, Lin Lefeng (en), Zang Cailing (en), Jia Xiuquan, Gu Guangming (en) - Lü Hongxiang (en), Zuo Shusheng (en), Wah Chiming - Li Huayun (en), Liu Haiguang ( Li Hui (football) (en)) | Équipes                                                              |         |           | Spectateurs : 40 000 Arbitrage : Othman Omar Kamaluddin | Spectateurs : 40 000 Arbitrage : Othman Omar Kamaluddin |

| 2ème journée    | Thaïlande                                         | 3 - 0   | Hong Kong | Stade Suphachalasai Bangkok, Thaïlande |  |
| 3 novembre 1983 | Hongkajohn 78e · Sa-ngapol (en) 82e · Sukswat 84e | (0 - 0) |           |                                        |  |

| 3 novembre 1983 | Corée du Sud                                  | 3 - 3 | Chine                                  | Stade Suphachalasai Bangkok, Thaïlande                    |                                                           |
| | Kim Jong-keon (it) 32e 50e · Kim Jong-boo 34e | (2 - 0) | Jia Xiuquan 51e · Liu Haiguang 79e 85e | Spectateurs : 40 000 Arbitrage : Farid Abdulrahman Zainal | Spectateurs : 40 000 Arbitrage : Farid Abdulrahman Zainal |
| Lee Moon-young - Kim Pan-keun, Yoo Byung-ok, Jeon Jong-seon (it), Jang Jung (en) - Kim Sam-soo, Kim Jong-keon (it), Kim Jong-boo, Lee Seung-hee (en) - Lee Tae-hyung ( 51e Lee Kyung-nam (it)), Shin Yon-ho (en) ( 46e Yoo Dong-kwan (en)) | Équipes                                       | Li Fusheng (en) - Zhu Bo, Yan Zheng, Chi Minghua (en), Jia Xiuquan - Zuo Shusheng (en), Qin Guorong (en) - Li Huayun (en), Li Hui (football) (en), Liu Haiguang, Shen Xiangfu (en) |                                        | Spectateurs : 40 000 Arbitrage : Farid Abdulrahman Zainal | Spectateurs : 40 000 Arbitrage : Farid Abdulrahman Zainal |

| 3ème journée    | Thaïlande | 0 - 0   | Chine | Thai-Japanese Stadium (en) Bangkok, Thaïlande |                           |
| 5 novembre 1983 |           | (0 - 0) |       | Arbitrage : George Joseph                     | Arbitrage : George Joseph |

| 5 novembre 1983 | Corée du Sud                                    | 4 - 0 | Hong Kong | Thai-Japanese Stadium (en) Bangkok, Thaïlande |                                     |
| | Kim Jong-boo 58e 72e 85e · Shin Yon-ho (en) 68e | (0 - 0) |           | Arbitrage : Sebastian Yap Boon Yong           | Arbitrage : Sebastian Yap Boon Yong |
| Kim Poong-joo - Yoo Byung-ok, Kim Sung-ki (it), Jeon Jong-seon (it), Chung Yong-hwan - Kim Heung-kwon ( 46e Shin Yon-ho (en)), Kim Jong-keon (it), Lee Seung-hee (en) 39e, Kim Sam-soo - Lee Kyung-nam (it) ( Yoo Dong-kwan (en)), Kim Jong-boo | Équipes                                         | Yau Kam-for - Nu Ki-mong, Jiu Kan-xing, Shu Ko-king, Cheung Tai-wah - Huan Toh-kin, Chi Kam-piu, Cheung Pung-xing, Lao Koh-wah - Sui Quai-quang 74e, Lin Qi-hua |           | Arbitrage : Sebastian Yap Boon Yong           | Arbitrage : Sebastian Yap Boon Yong |

| 4ème journée    | Chine | 0 - 0   | Corée du Sud | Thai-Japanese Stadium (en) Bangkok, Thaïlande |                                |
| 8 novembre 1983 | | (0 - 0) | | Arbitrage : Lee Kok Leong (hu)                | Arbitrage : Lee Kok Leong (hu) |
| 8 novembre 1983 | Li Fusheng (en) - Zhu Bo, Lin Lefeng (en), Yan Zheng, Jia Xiuquan - Zuo Shusheng (en) ( Lü Hongxiang (en)), Li Huayun (en), Gu Guangming (en) - Liu Haiguang, Li Hui (football) (en), Shen Xiangfu (en) | Équipes | Kim Poong-joo - Kim Pan-keun, Jeon Jong-seon (it), Yoo Byung-ok, Jang Jung (en), Yoo Dong-kwan (en) - Kim Sam-soo, Kim Jong-boo, Shin Yon-ho (en) - Lee Kyung-nam (it) ( 6e Kim Heung-kwon ( 38e Lee Tae-hyung)), Kim Jong-keon (it) | Arbitrage : Lee Kok Leong (hu)                | Arbitrage : Lee Kok Leong (hu) |

| 8 novembre 1983 | Thaïlande          | 1 - 0   | Hong Kong | Thai-Japanese Stadium (en) Bangkok, Thaïlande |  |
|                 | Sa-ngapol (en) 82e | (0 - 0) |           |                                               |  |

| 5ème journée     | Corée du Sud | 2 - 0   | Hong Kong | Thai-Japanese Stadium (en) Bangkok, Thaïlande |                                      |
| 10 novembre 1983 | Shin Yon-ho (en) 35e · Kim Jong-boo 60e | (1 - 0) |           | Arbitrage : Farid Abdulrahman Zainal          | Arbitrage : Farid Abdulrahman Zainal |
| 10 novembre 1983 | Lee Moon-young - Kim Sung-ki (it), Chung Yong-hwan, Jeon Jong-seon (it), Yoo Byung-ok - Kim Sam-soo, Yoo Dong-kwan (en), Lee Seung-hee (en) - Kim Jong-boo, Kim Jong-keon (it), Shin Yon-ho (en) | Équipes |           | Arbitrage : Farid Abdulrahman Zainal          | Arbitrage : Farid Abdulrahman Zainal |

| 10 novembre 1983 | Thaïlande           | 1 - 0   | Chine | Thai-Japanese Stadium (en) Bangkok, Thaïlande |                                    |
|                  | Piyapong Pue-on 68e | (0 - 0) |       | Arbitrage : Othman Omar Kamaluddin            | Arbitrage : Othman Omar Kamaluddin |

| 6ème journée     | Thaïlande | 0 - 2   | Corée du Sud | Thai-Japanese Stadium (en) Bangkok, Thaïlande |                           |
| 12 novembre 1983 | | (0 - 1) | Shin Yon-ho (en) 44e 83e | Arbitrage : George Joseph                     | Arbitrage : George Joseph |
| 12 novembre 1983 | Nantapraparsil - Sittipultong, Arjarayut, Watana, Chaijaleon - Chitavanich (en), Tongmee, Meesoungnorn, Choyasit - Kaiphet, Tongtaum ( Sukswat) | Équipes | Kim Poong-joo - Kim Pan-keun, Yoo Byung-ok, Jeon Jong-seon (it), Jang Jung (en), Kim Jong-keon (it) ( Chung Yong-hwan) - Kim Sam-soo, Kim Jong-boo - Shin Yon-ho (en), Lee Tae-hyung, Lee Seung-hee (en) ( 58e Kim Heung-kwon) | Arbitrage : George Joseph                     | Arbitrage : George Joseph |

| 12 novembre 1983 | Chine                                                   | 3 - 1   | Hong Kong          | Thai-Japanese Stadium (en) Bangkok, Thaïlande |                           |
|                  | Jia Xiuquan 35e · Li Huayun (en) 61e · Liu Haiguang 63e | (1 - 0) | Chiu Kwok-shing ?? | Arbitrage : Telmo Martins                     | Arbitrage : Telmo Martins |